# Webster Parish
Webster Parish (franska: Paroisse de Webster) är ett administrativt område, parish, i delstaten Louisiana, USA. År 2010 hade området 41 207 invånare. Den administrativa huvudorten är Minden.

## Geografi
Enligt United States Census Bureau har countyt en total area på 1 593 km². 1 542 av den arean är land och 51 km² är vatten.

### Angränsande countyn
- Lafayette County, Arkansas - norr
- Columbia County, Arkansas - nordost
- Claiborne Parish - öst
- Bienville Parish - sydost
- Bossier Parish - väst

### Orter
- Cotton Valley
- Cullen
- Minden (huvudort)
- Sarepta
- Sibley
- Springhill